# Raiffeisen Arena di Bressanone
La Raiffeisen Arena di Bressanone est le stade d'athlétisme de Bressanone, en Italie, construit en 2000.
Il dispose de 2 000 places assises. S'y déroulent les Championnats du monde d'athlétisme jeunesse 2009.